# Чагелишвили, Георгий Давидович
Георгий (Гиорги) Давидович Чагелишвили (груз. გიორგი ჩაგელიშვილი; род. 3 декабря 1952 года, Кутаиси, Грузинская ССР) — советский и грузинский физик, доктор физико-математических наук, профессор, академик Академии наук Грузии (2013; член-корреспондент с 2001). Лауреат Государственной премии Грузии (2002).

## Биография
Родился 24 декабря 1934 года в Кутаиси, Грузинской ССР.
С 1969 по 1974 год обучался на физическом факультете Тбилисского государственного университета. С 1974 по 1977 год обучался в аспирантуре Институте физики имени Э. Андроникашвили.
С 1978 по 2007 год на научно-исследовательской работе в Грузинской национальной астрофизической обсерватории имени Е. Харадзе АН Грузии в должностях: младший научный сотрудник, с 1986 по 1991 год — старший научный сотрудник, с 1991 по 2007 год — главный научный сотрудник. С 2007 года — главный научный сотрудник Центра астрофизики плазмы при Государственном университете имени И. Г. Чавчавадзе.
Одновременно с 1996 по 2002 год на научно-исследовательской работе в Институте космических исследований РАН и с 2014 по 2018 год на научно-педагогической работе в Тбилисском государственном университете

### Научно-педагогическая деятельность и вклад в науку
Основная научно-педагогическая деятельность Г. Д. Чагелишвили была связана с вопросами в области физики, астрофизики и теоретической физики, занимался исследованиями динамики и блокирования волн Россби в квазидвумерных сдвиговых течениях и нового класса краевых бароклинных волн и механизм их генерации.
В 1979 году защитил кандидатскую диссертацию по теме: «Нелинейные волны конечной амплитуды в многокомпонентной плазме», в 1990 году защитил докторскую диссертацию на соискание учёной степени доктор физико-математических наук по теме: «Неустойчивости в аккреционных дисках компактных объектов и их проявления». В 1990 году ему присвоено учёное звание профессор. В 2001 году был избран член-корреспондентом, в 2013 году — действительным членом НАН Грузии. Г. Д. Чагелишвили было написано более ста научных работ, в том числе монографий.

## Награды
- Государственная премия Грузии (2002 — за цикл работ «Динамические процессы в сдвиговом потоке и в их проявлении астрофизических тел»)[1]

## Основные труды
- Нелинейные волны конечной амплитуды в многокомпонентной плазме. — Тбилиси, 1979. — 133 с.
- Неустойчивости в аккреционных дисках компактных объектов и их проявления / Тбилис. гос. ун-т. — Тбилиси, 1990. — 250 с[4]